# Брагин, Алексей Васильевич
Алексей Васильевич Брагин (1923—1980) — майор Советской Армии, участник Великой Отечественной войны, Герой Советского Союза (1946).

## Биография

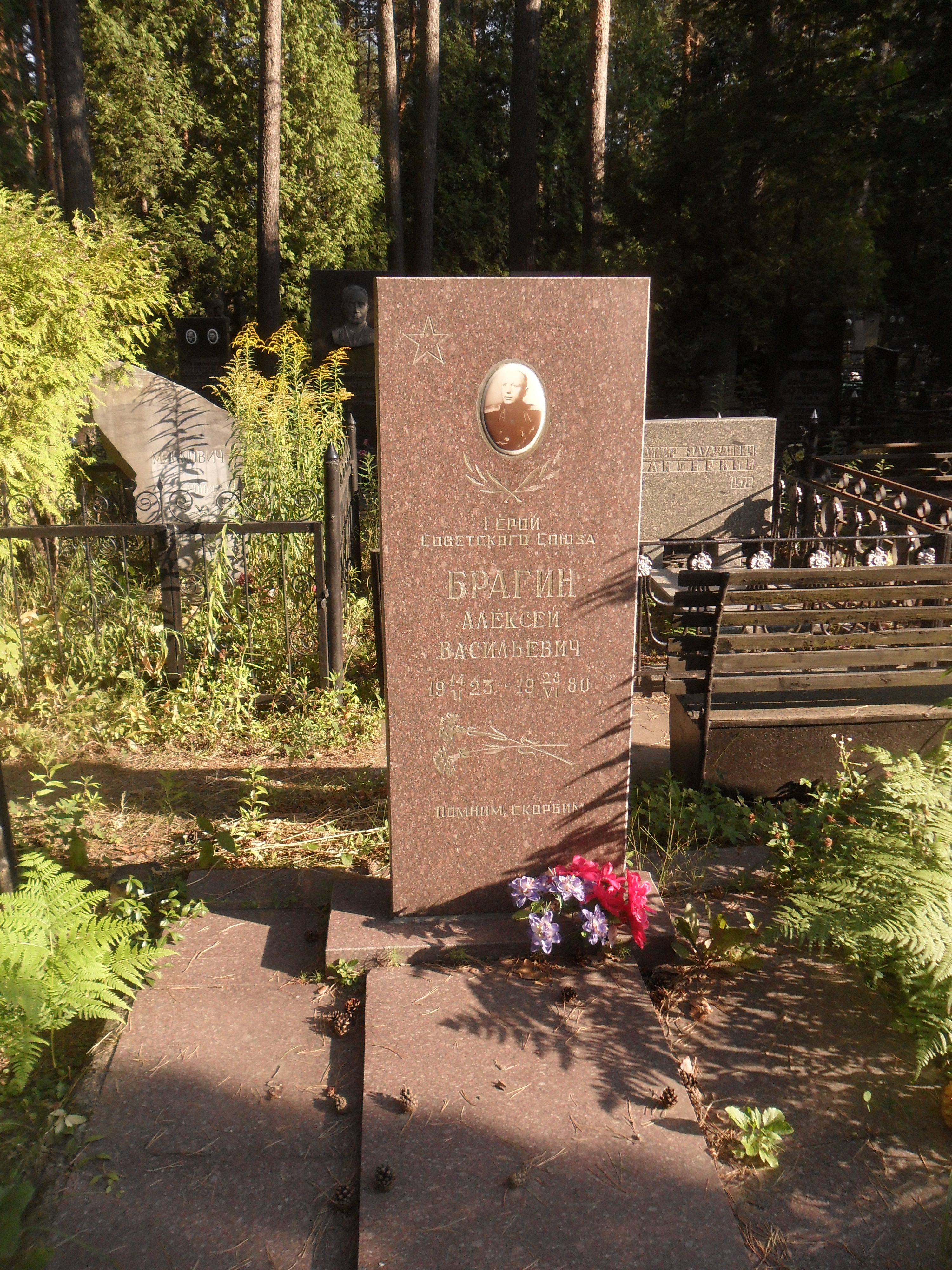
Могила Брагина на Восточном кладбище Минска.

Алексей Брагин родился 14 февраля 1923 года в деревне Бурцево (ныне — Богородский район Нижегородской области) в семье крестьянина. Окончил девять классов школы, работал слесарем в затоне имени Жданова, одновременно учился в аэроклубе. В 1941 году Брагин был призван на службу в Рабоче-крестьянскую Красную Армию Горьковским районным военным комиссариатом. В 1942 году окончил военную авиационную школу пилотов в Энгельсе. С 16 апреля 1944 года — на фронтах Великой Отечественной войны. Участвовал в боях на 2-м Прибалтийском и Ленинградском фронтах.
Участвовал в Режицко-Двинской, Мадонской, Рижской операциях, разгроме курляндской группировки немецких войск. К маю 1945 года лейтенант Алексей Брагин командовал звеном 825-го штурмового авиаполка 225-й штурмовой авиадивизии 15-й воздушной армии Ленинградского фронта. К 5 мая 1945 года он совершил 106 боевых вылетов на разведку и бомбардировку скоплений вражеских войск и техники, железнодорожных эшелонов, огневых позиций противника.
Указом Президиума Верховного Совета СССР от 15 мая 1946 года за «успешно выполненные 106 боевых вылетов на штурмовике Ил-2 и проявленные при этом отвагу и мужество» лейтенант Алексей Брагин был удостоен высокого звания Героя Советского Союза с вручением ордена Ленина и медали «Золотая Звезда» за номером 9095.
После окончания войны Брагин продолжил службу в Советской Армии. В 1960 году в звании майора был уволен в запас. Проживал в Минске, скончался 29 июня 1980 года, похоронен на аллее Героев Московского кладбища.
Был также награждён двумя орденами Красного Знамени, орденом Отечественной войны 1-й степени, двумя орденами Красной Звезды, а также рядом медалей. На аллее Героев в городе Богородск установлен бюст Брагина, в его честь названа улица.